# سیارک ۵۸۲۲
سیارک ۵۸۲۲ (به انگلیسی: 5822 Masakichi، نامگذاری:1989WL) پنج هزار و هشتصد و بیست و دومین سیارک کشف شده‌است که در ۲۱ نوامبر ۱۹۸۹ کشف شد.